# Quận Kitaadachi, Saitama
Kitaadachi (北 足 立 郡;-gun) là một huyện nằm ở tỉnh Saitama, Nhật Bản.
Tính đến 1 tháng 9 năm 2005, toàn huyện có dân số ước tính 36.979 người và mật độ 2,498.58 người / km ². Tổng diện tích là 14,80 km ². (Những con số này không tính số liệu của Fukiage, bị sáp nhập vào ngày 01 tháng 10 năm 2005.)